# Hylomyscus
A Hylomyscus az emlősök (Mammalia) osztályának a rágcsálók (Rodentia) rendjébe, ezen belül az egérfélék (Muridae) családjába tartozó nem.

## Rendszerezés
A nembe az alábbi 14 faj tartozik:
- H. aeta csoport
  - Hylomyscus aeta Thomas, 1911 - típusfaj
  - Hylomyscus grandis Eisentraut, 1969
- H. alleni csoport
  - Hylomyscus alleni Waterhouse, 1838
  - Hylomyscus carillus Thomas, 1904
  - Hylomyscus stella Thomas, 1911
  - Hylomyscus walterverheyeni Nicolas, Wendelen, Barriere, Dudu & Colyn, 2008
- H. anselli csoport
  - Hylomyscus anselli Bishop, 1979
  - Hylomyscus arcimontensis Carleton & Stanley, 2005
- H. baeri csoport
  - Hylomyscus baeri Heim de Balsac & Aellen, 1965
- H. denniae csoport
  - Hylomyscus denniae Thomas, 1906
  - Hylomyscus endorobae (Heller, 1910)
  - Hylomyscus vulcanorum (Lönnberg & Gyldenstolpe, 1925)
- H. parvus csoport
  - Hylomyscus parvus Brosset, Dubost, & Heim de Balsac, 1965
- Incertae sedis
  - Hylomyscus pamfi Nicolas et al., 2010